# ガル・ヴィハーラ
ガル・ヴィハーラ（シンハラ語: ගල් විහාර、英語: Gal Vihara）は、スリランカ北中部州の古代都市ポロンナルワの北側に位置する仏教寺院である。12世紀にパラークラマ・バーフ1世（1153年～1186年）によって建立された寺で、当初はウッタララーマ（シンハラ語: උත්තරාම、英語: Uttararama）と呼ばれた。大型の坐像、立像、涅槃像と、石窟内にやや小型の坐像がある。4体の仏像だけでなく、石窟そのものも一塊の巨大な花崗岩 (花崗片麻岩) から彫り出されており、「岩の僧院」とも呼ばれる。仏像はいずれもシンハラ時代を代表する彫像芸術であり、多くの巡礼者や観光客がガル・ヴィハーラを訪れている。ガル・ヴィハーラは、スリランカの世界遺産「古代都市ボロンナルワ」を構成する寺院のひとつである‌。
ウッタララーマの磨崖仏は、アヌラーダプラ時代の様式とは顕著な相違点が見られる。立像については、それが仏陀なのか、あるいは十大弟子のアーナンダなのか、歴史家や考古学者の間で見解が分かれている。像はいずれも岩壁を最大限に生かし、岩石の高さいっぱいに像を彫ったとみられる。現場にはレンガ壁の基部のみが残っており、これらの仏像がかつてはレンガ造りの堂内に安置されていたことを窺わせる。ウッタララーマは、パラークラマ・バーフ1世が堕落した仏教僧を浄化するために僧を集めた場所である。パラークラマ・バーフ1世は、後に仏教僧が守るべきカティカーヴァタ（律、katikavata）を定めた。この規律は、立像横の岩面に碑文として彫られている。

## ウッタララーマ
ポロンナルワのガル・ヴィハーラは、4体の仏像が巨大な岩から彫り出されていることから「岩の僧院」とも呼ばれ、もとはウッタララーマ（シンハラ語で「北の僧院」）と呼ばれていた。スリランカの史書『チューラワンサ』によれば、パラークラマ・バーフ1世がランカ島に開いた100寺院の中でも特に重要な寺のひとつである。『チューラワンサ』には、寺院の完成後にパラークラマ・バーフ1世が3つの洞窟を掘らせたことが記されているが、実際には小型坐像のみが彫り込まれた洞窟にあり、他の2つはティヴァンカ寺院（Thivanka）やランカティラカ寺院にあるものと似た仏龕となっていて、壁が岩肌につながっている。壁には浮き彫りが施されていたようであるが、破壊されて基部しか残っていない。
パラークラマ・バーフ1世が王位に就いた頃、スリランカの仏教界は、アバヤギリ・ヴィハーラ（無畏山寺、Abhayagirivihāra）派、ジェータヴァナ・ヴィハーラ（祇多林寺、Jetavanavihāra）派、アヌラーダプラ・マハーヴィハーラ（大寺、Anuradhapura Mahāvihāra）派の3宗派に分かれていた。王は3派を統一するために会合を開き、同時に堕落した僧を還俗させて仏教僧の浄化を進めた。さらに、各派の長老らの助けを借りて、僧侶のカティカーヴァタ（律規定) を定めた。この規定は、小型坐像の石窟と立像の間に位置する平らに磨かれた面に碑文として記録されている。仏像手前の段状の広場は、パラークラマ・バーフ1世が仏僧を集めた場所であると考えられている。
ポロンナルワ王国が滅んだ後、ウッタララーマは放棄された。建立から放棄されるまでの間は、スリランカの仏教教育の中枢としての役割を果たした。

## 仏像群

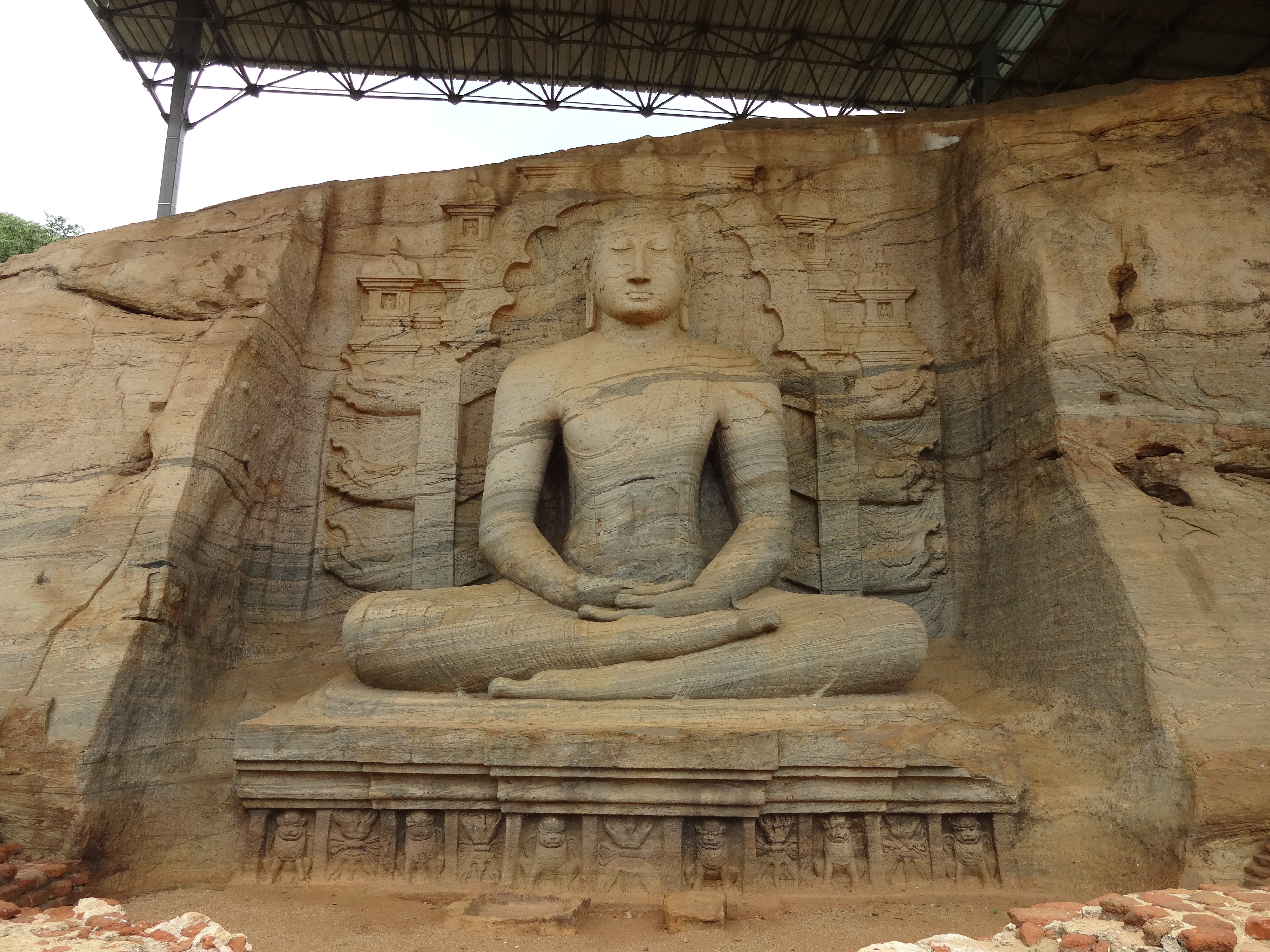
定印を結ぶ坐像。大乗仏教の影響を表している

ガル・ヴィハーラの4体の仏像群は、すべて一塊の巨大な花崗岩から彫られている点が大きな特徴であり、シンハラ人の岩彫り技術と彫像芸術を代表する例の1つである。仏像は、岩をおよそ15フィート (4.6 m) の深さまで彫り込む形で造られている。スリランカ国内には、彫像目的で自然の岩がここまで深く彫り込まれた例は他にない。これらの仏像を擁するガル・ヴィハーラは、スリランカの歴史的王国時代に建立されて現代に伝わる最重要文化財のひとつであり、ポロンナルワでは最も有名かつ訪問者の多い寺院である。仏像のうち3体は非常に大きく、背の低いものでも15フィート (4.6 m) あり、一番背の高い像は46フィート (14 m) を超える。4体目は岩を彫り出して作られた洞窟の中にあり、像高は4フィート (1.2 m) である。岩に向かって左端は坐像、その右隣に洞窟と内部の坐像がある。そして、さらに右隣に立像、涅槃像と続く。いずれの彫像も、同時期の他の像（ランカティラカで発見された像など）よりも保存状態が良いため、状態の良くない他の像の容姿を推測する際の参考として有用である。各像の大きさは、岩を最大限に使えるよう、像を彫る位置の岩の高さによって決められたようである。考古学者のセナラス・パラナビタナ（Senarath Paranavithana）によると、当初の像は金箔が施されていたと考えられる。ガル・ヴィハーラの彫像は、アヌラーダプラ時代の様式とは多少異なっており、最も注目すべき変化は額が広くなった点である。また、アマラヴァティ様式の影響を受けたアヌラーダプラ時代の像は衲衣のひだが1本の線で表現されていたが、2本の平行線で彫られている。

## 仏陀坐像
高さ15フィート2.5インチ (4.636 m) の大型像で定印を結び、蓮華座に載っている。下部の台座は花と獅子が彫られている。後屏の左右に柱が立てられており、獅子を咥えたマカラ像があしらわれている。上部には小型の厨子が4つあり、それぞれに化仏が彫られている。これはシンハラ彫刻には珍しい様式であり、おそらく大乗仏教の影響を受けた結果である。

## 洞窟の仏陀坐像

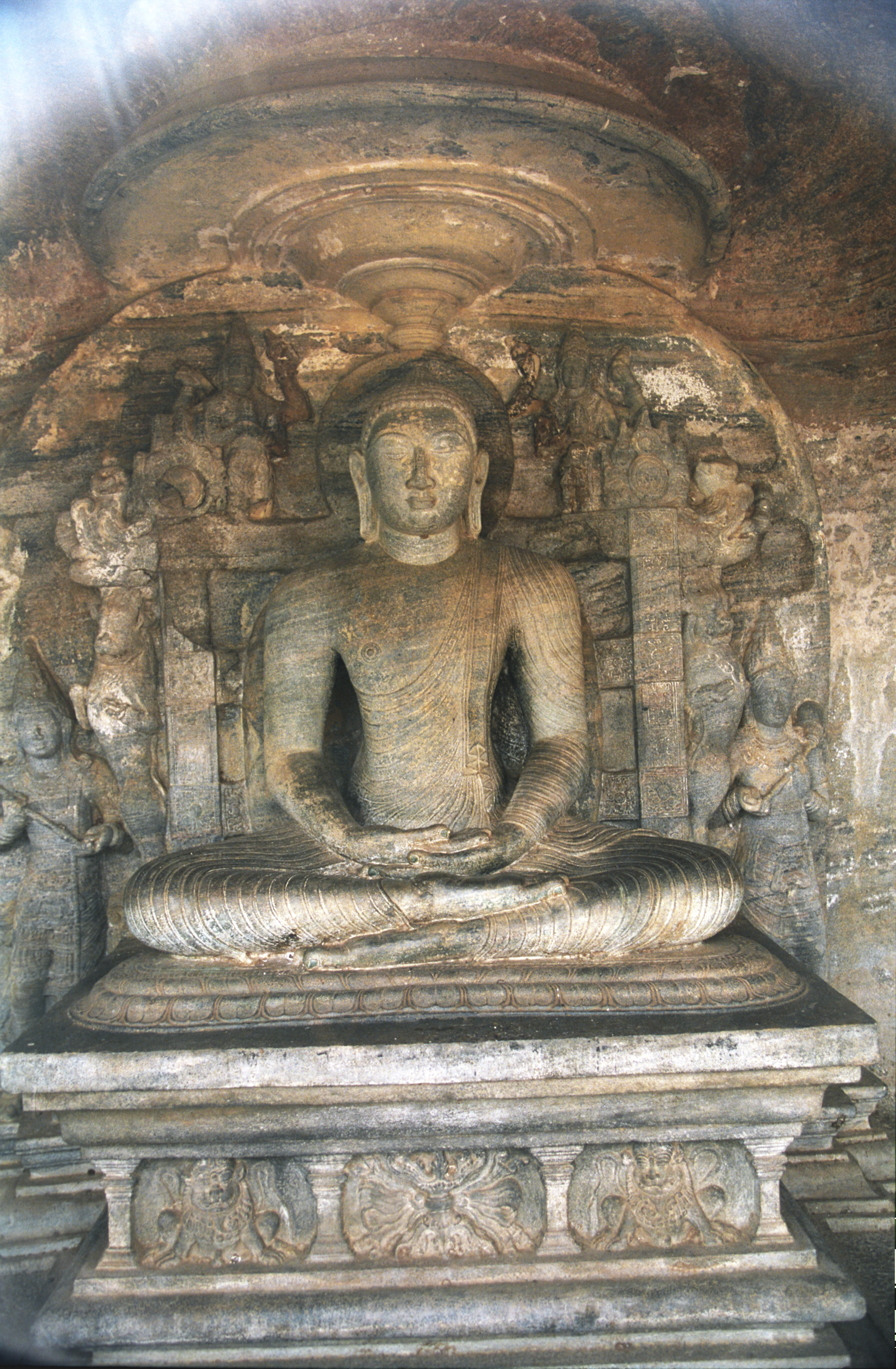
岩を彫り込んで作られた洞窟内の坐像

中央の洞窟内にある彫像で、外見は左側の大型坐像に似るが、像高は4フィート7インチ (1.40 m) と小型である。洞窟は岩の前面から4.5フィート (1.4 m) 奥まで彫り込まれる形で作られている。開口部は幅が26フィート (7.9 m) 、高さが12フィート9インチ (3.89 m) あり、計4本の石造四角柱が両脇に配置されている。この坐像も、蓮華座の台座部分は獅子が彫られている。像の背面には、大坐像よりも精巧な後屏と天蓋が配置されている。像の頭部周囲には光背があり、四臂を持つ神像が両脇に配置されている。考古学者H・C・P・ベルによれば、右はブラフマー神、左はヴィシュヌ神である。かつて洞窟内は壁画が描かれており、後方の両角にその痕跡が残されている。

## 立像

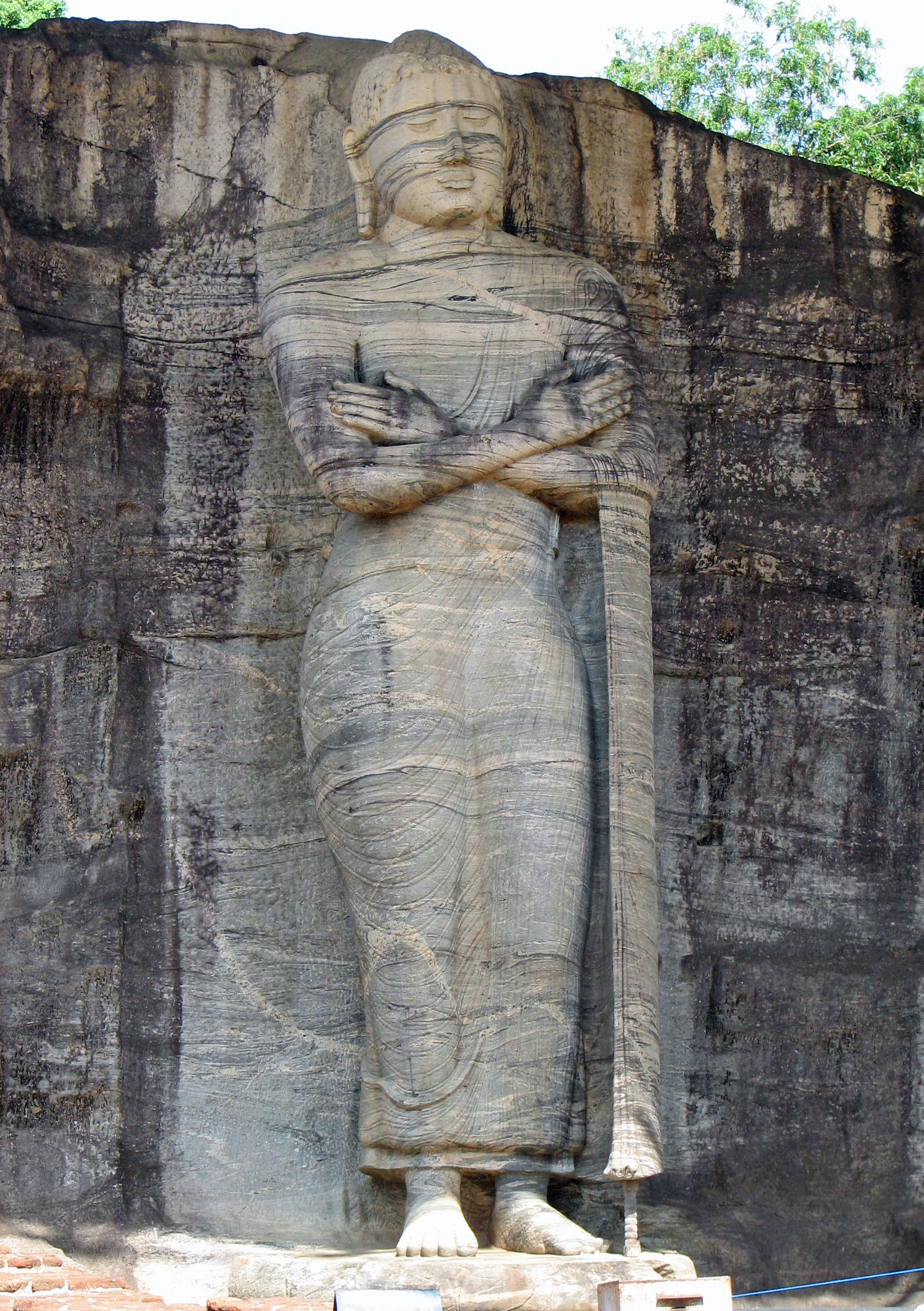
特殊な印を結んでいる立像

ガル・ヴィハーラの立像は仏陀でないとする見方があり、歴史学者や考古学者の間でその正体を巡る議論が続いている。立像は高さが22フィート9インチ (6.93 m) あり、蓮弁の形をした低い台座の上に立っている。胸の前で腕を組み、ゆったりと後方にもたれかかった姿勢である。表情は悲しげで、右隣に涅槃像が横たわっていることから、仏陀の死を嘆くアーナンダの像であるとする見方がある。ただし、現場の壁の残骸から推測すると、立像と涅槃像はかつて別個の屋内に安置され、直接隣り合ってはいなかった。パラナビタナ博士によれば、本像も仏陀であり、手印は「他者の悲しみを悲しむ」（para dukkha dukkhitha）様子を表しているという。この印がシンハラ彫刻で見られるのは稀で、スリランカ国内では数例しかない。他の可能性として、この立像はゴータマの悟りから2週間目の姿で、悟りに至る場所を授けてくれた菩提樹に感謝している様子であるという。「チューラワンサ」はこの像について触れておらず、他の3体のみに言及している。立像が仏陀でないため記されてないとも考えられるが、一方で他の3体よりも早い時代に制作された可能性もある。

## 涅槃像

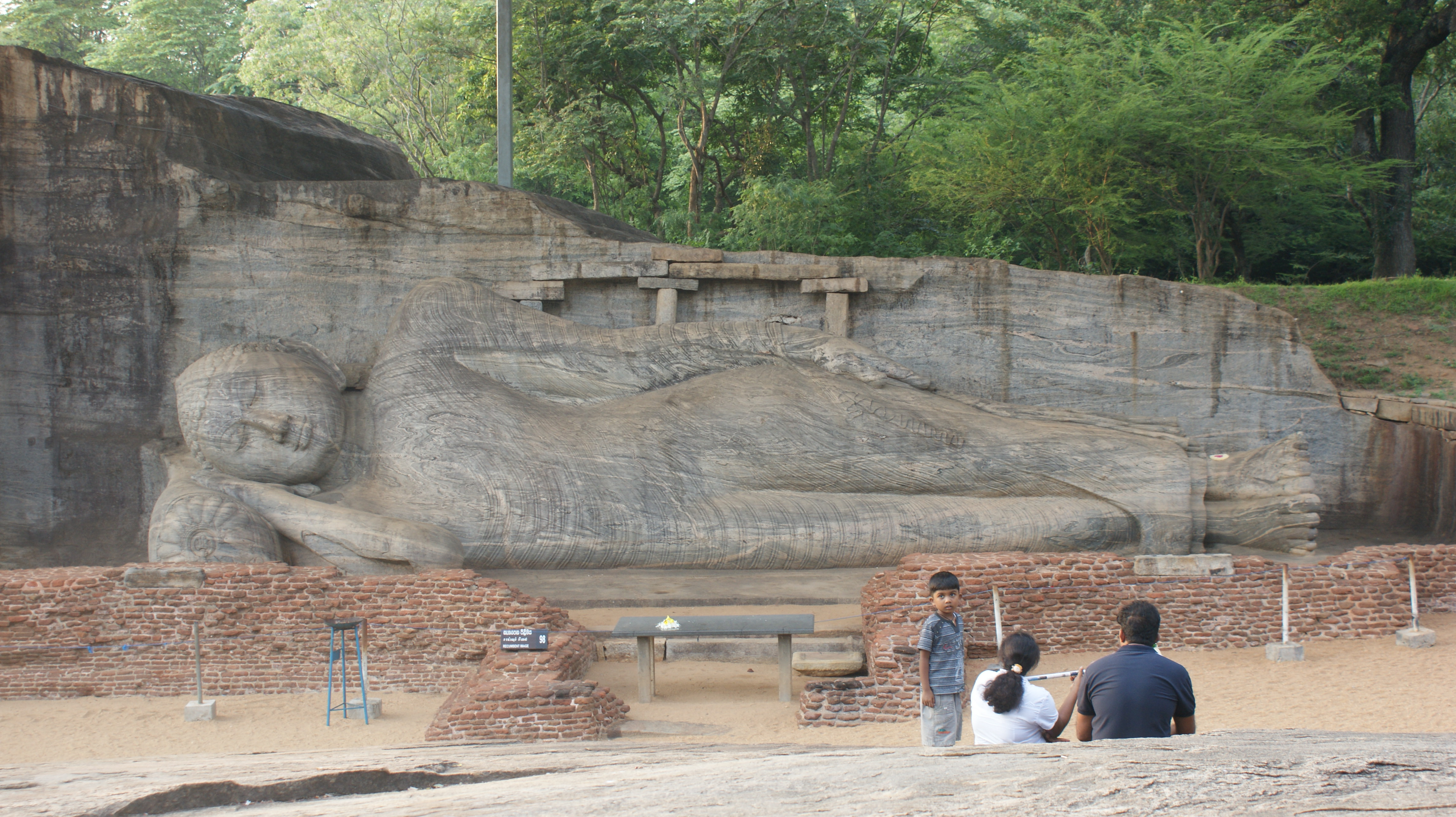
ガル・ヴィハーラで最大の涅槃像

長さ46フィート4インチ (14.12 m) の涅槃像は、ガル・ヴィハーラ最大の像であり、東南アジアで最も大きい彫像の部類に入る。仏陀の入滅の様子を表し、右腕で枕に載った頭を支え、左腕は体と太ももに沿って伸ばした格好で、右側を下にして横たわる像容である。右手の手のひらと足の裏は、蓮の花一輪が彫られている。スリランカ考古学局の元長官、チャールズ・ゴダクンブレは、仏陀の枕が非常によくできていて、岩から彫られたものには見えず、まるで綿の詰まった枕のようだと述べた。像の上側にある足、すなわち左足はわずかに引いた姿となっており、仏陀がただ単に横たわっているのではなく、入滅したことを示している。ガル・ヴィハーラの他の像とは異なり、装飾が施された台座はなく、平らな岩そのものの上に横たわっている。像の背後の岩壁は、軸受けのような穴が数か所ある。石柱2本の残骸とともに、以前は像を覆う木製の屋根があったことを示唆している。

## 3D記録
2019年には、ケープタウン大学（南アフリカ）の研究グループが主導するザマニ・プロジェクトによって、現地の3D記録が作成された。

### その他関連書籍
- von Schroeder, Ulrich. (1990). Buddhist Sculptures of Sri Lanka. (752 p.; 1620 illustrations). Hong Kong: Visual Dharma Publications, Ltd. ISBN 962-7049-05-0
- von Schroeder, Ulrich. (1992). The Golden Age of Sculpture in Sri Lanka - Masterpieces of Buddhist and Hindu Bronzes from Museums in Sri Lanka, [catalogue of the exhibition held at the Arthur M. Sackler Gallery, Washington, D. C., 1 November 1992 – 26 September 1993]. Hong Kong: Visual Dharma Publications, Ltd. ISBN 962-7049-06-9
- “スリランカにおける密教とガルヴィハーラ寺院の芸術(上)”. 崇城大学芸術学部研究紀要 / 崇城大学芸術学部研究紀要編集委員会 編 (崇城大学芸術学部) (4):  127–149. (2022) 2022年11月19日閲覧。.